# Grabow-Below
Grabow-Below è una frazione del comune tedesco di Eldetal.
Fino al 2019 era comune autonomo e faceva parte del circondario della Terra dei Laghi del Meclemburgo, era amministrato dalla comunità amministrativa (Amt) di Röbel-Müritz.